# Reputation management
Reputation management (ofte også kaldet online reputation management) handler om at beskytte eller forbedre sit omdømme og ry på Internettet.
Reputation management er en disciplin, der blandt andet praktiseres af reklamebureauer for at skaffe deres kunder en bedre og mere positiv omtale. Fokus er som regel på placeringer i Google på søgninger på virksomheders eller enkeltpersoners navne.
En af de væsentligste metoder er derfor at benytte sig af søgemaskineoptimering, til at promovere hjemmesider med positive omtale, der derved får bedre placeringer på vigtige søgeudtryk på Google. 
En del af dette arbejde kan være at oprette hjemmesider eller blogs med positiv omtale af virksomhederne eller de de personer det omhandler. Stein Bagger og IT Factory har blandt andet gjort brug af metoden.
Wikipedia bliver også brugt af virksomheder til at skabe sig omtale,. Dette forsøger Wikipedia dog at undgå ved ikke at acceptere at man skriver om sig selv. De pågældende artikler fjernes derfor. 
Med de muligheder internettet i dag giver os, har det aldrig været nemmere at finde information om privatpersoner om virksomheder. Det kan derfor være farligt, at have dårlig omtale liggende, hvorfor mange store virksomheder vælger at beskytte deres omdømme via online reputation management, som de enten betaler et bureau for at udføre eller selv udfører.
Flere cases viser hvilke konsekvenser negativ omtale kan medføre. Her er Vordingborg Køkken en velkendt case om, hvordan det kan gå, hvis man ikke beskytter sit firmanavn på nettet.

## Reference
1. ↑  "Reputation management er blevet populært". Arkiveret fra originalen 8. december 2008. Hentet 8. januar 2009.
2. ↑  Apropos, P1 på DR kl 15.33, 8. januar 2009
3. ↑  Undersøgelse gennemført af analyseinstituttet YouGov december 2014.
4. ↑  Computerworld - 13-02-2009 - Har din virksomhed ondt i online-omdømmet?